# Le Petit Larousse illustré

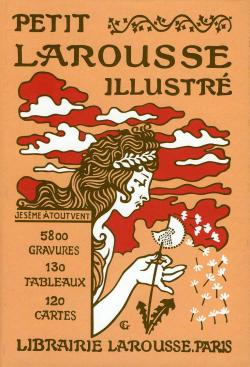
Exemplar Jahrgang 1906, erschienen 1905

 Le Petit Larousse illustré  ist ein seit 1905 im Verlag Éditions Larousse erscheinendes einsprachiges enzyklopädisches Wörterbuch der französischen Sprache, das jährlich überarbeitet wird. Es erreichte teilweise Jahresauflagen von mehr als einer Million Exemplaren.

## Vorgeschichte
Nachdem der erfahrene Volksschullehrer und nunmehrige Verleger Pierre Larousse 1852 sein Lehrbuch Lexicologie des écoles, das auf der geistigen Mitarbeit der Schüler aufgebaut war, erfolgreich verbreiten konnte, schrieb er dazu das passende Wörterbuch Nouveau Dictionnaire de la langue française (NDLF) und publizierte es 1856 als Taschenbuch von 752 Seiten. Das Besondere dieses Wörterbuchs waren neben dem bis dahin ungewöhnlichen Taschenformat 1. das Prinzip „Keine Definition ohne Beispiel“. 2. Die Ausspracheangabe (wichtig für die vielen Dialektsprecher) und 3. die ab 1860 angehängten rosa Seiten mit lateinischen und weiteren fremdsprachigen sprichwörtlichen Redensarten, die ab 1862 als Trennsignal zwischen den Sprachteil und den Eigennamenteil eingeschoben wurden. Noch zu Lebzeiten von Larousse kam 1869 eine Abwandlung des NDLF unter dem Titel Dictionnaire complet de la langue française hinzu, der 1878 um Bebilderung bereichert und unter dem Titel Nouveau Dictionnaire complet illustré bis 1936 vertrieben wurde. Auf Initiative von Claude Augé wurde der Dictionnaire complet ab 1889 um Zeitgenossen bereichert, womit die Tradition der jährlichen Bearbeitung begann. Der Dictionnaire complet illustré hatte schon rund 1500 Seiten. Fassungen wurden in Belgien und Kanada übernommen und mit ortsüblichem Wortschatz angereichert. Bis zum Jahre 1905 verkaufte Larousse insgesamt 5 Millionen Exemplare dieser Wörterbücher.

## Petit Larousse illustré
Von 1897 bis 1904 erschien das von Claude Augé erstellte Großwörterbuch Nouveau Larousse illustré, das zum ersten Mal das Titelwort Dictionnaire durch Larousse ersetzen konnte, weil durch die hohe Zahl verkaufter Wörterbücher der Markenname bereits zum Synonym von Wörterbuch geworden war. Ein Jahr später schuf Augé aus den letzten Auflagen der bereits bestehenden Handwörterbücher und aus dem Fundus des Großwörterbuchs den Petit Larousse illustré und pries ihn als Neuheit an, so dass noch heute der Eindruck vorherrscht, dieses Wörterbuch sei mit seinen Charakteristika, die es bis in die Gegenwart bewahrt hat, 1905 quasi aus dem Nichts entstanden.
Das am 29. Juli 1905 publizierte erste Wörterbuch mit Namen Petit Larousse illustré trug die Jahrgangsauszeichnung (französisch: millésime) 1906. Folglich gibt es keinen Petit Larousse Jahrgang 1905. Der 1906 erschienene Petit Larousse illustré. Nouveau dictionnaire encyclopédique ist als Jahrgang 1907 zu zählen usw. Der Petit Larousse illustré 2023 kam im Sommer 2022 als 118. Jahrgang auf den Markt.

## Gliederung des Wörterbuchs (Jahrgang 2020)
- 1. (Titelseite, unpaginiert) Le Petit Larousse illustré. 90 000 articles. 5 000 illustrations. 355 cartes. 160 planches. Chronologie universelle.
- 2. (Rückseite der Titelseite, unpaginiert) Liste der Herausgeber und Mitarbeiter
- 3. (dritte unpaginierte Seite) Vorwort (Préface) von Bernard Cerquiglini und Vorwort (Avant-propos) der Herausgeber.
- 4. (Seite 1–4) Bernard Cerquiglini: Le Petit Larousse, sismographe d’un nouveau siècle. Florilège. (Kommentierung ausgewählter Neologismen aus den 5 000, die von 2000 bis 2020 in das Wörterbuch aufgenommen wurden)
- 5. (Seite 5–6) Kategorisierung der lexikografischen Information am Beispiel zweier Wörterbuchseiten
- 6. (Seite 7) Inhaltsübersicht mit Verzeichnis der 160 Farbtafeln
- 7. (Seite 8–25) Grammatik und Konjugationstafeln
- 8. (Seite 26–32) Präfixe, Suffixe, Aussprachealphabet, Sonderzeichen, Abkürzungen, Rubriken, Künstlerverzeichnis der Initialen
- 9. (Seite 33–1230) Sprachwörterbuch A–Z
- 10. (Seite 1231–1248) Les pages roses (Die rosa Seiten). Lateinische, griechische und weitere ausländische Wendungen. Sprichwörter, Sentenzen und Maximen. Historische Aussprüche. Wendungen aus der Frankophonie, die in Frankreich nicht geläufig sind.
- 11. (Seite 1249–1996) Sach- und Personennamenwörterbuch A–Z
- 12. (Seite 1997–2019) Chronologie der historischen Ereignisse vom Urknall bis 2010
- 13. (Seite 2020–2026) Listen der Nobelpreisträger bis 2018 und der Träger der Fields-Medaille bis 2018. Zusammensetzung der Académie française am 19. Februar 2019. Preisträger des Prix Goncourt bis 2018. Preisträger des Grand Prix de la Ville d’Angoulême bis 2019. Filme, denen die Goldene Palme von Cannes zugesprochen wurde, bis 2018. Filme, die den César-Preis des besten französischen Films erhielten, bis 2019. Filme, die den Oscar erhielten, bis 2019.
- 14. (Seite 2027–2040) Atlas der französischsprachigen Länder
- 15. (Seite 2041–2044) Rechte der Photographien
- 16. (drei unpaginierte Seiten, einschließlich hinterer innerer Umschlagdeckel) Internationale Flaggentafel
- 17. Vordere Umschlagdeckelaufschrift: Le Petit Larousse illustré 2020 (mit Logo, Buntgraphie und den Wörtern adulescence, cobotique, cryptomonnaie, locavorisme und sentience)
- 18. Hintere Umschlagdeckelaufschrift unter anderem: La Référence de la Langue française. Le dictionnaire le plus complet et le plus encyclopédique (Das Referenzwerk der französischen Sprache. Das vollständigste und enzyklopädischste Wörterbuch)

## Titelgeschichte
- 1906–1923: Petit Larousse illustré
- 1924–1958: Nouveau Petit Larousse illustré (völlig überarbeitete Neuauflagen: 1935, 1948, 1952)
- 1959–1967: Petit Larousse
- 1968–1972: Nouveau Petit Larousse
- 1973–1991: Petit Larousse illustré
- 1992– ?: Le Petit Larousse
- 2023: Le Petit Larousse illustré. (63 800 Wörter, 125 000 Bedeutungen, 20 000 Wendungen, 28 000 Eigennamen, 2048 Seiten)

## Fremdsprachige Fassungen
- (spanisch) Pequeño Larousse ilustrado. 1912 ff
- (englisch) Longmans English Larousse. Hrsg. Owen Watson. Harlow 1968.
- (US-amerikanisch) Larousse illustrated international encyclopedia and dictionary. McGraw-Hill, New York City 1972.
- (portugiesisch) Antônio Houaiss (Hrsg.): Pequeno dicionário enciclopédico Koogan Larousse. Larousse do Brasil, Rio de Janeiro 1979 ff.
- (neugriechisch) Papyraki. 2002.
- (italienisch) Il Piccolo Rizzoli Larousse. 2004.

## Geschichte des Logo
- 1876: Émile Auguste Reiber (1826–1893) kreiert ein Logo für den Verlag Larousse. In einer imaginären Glaskugel wachsen zwei Exemplare des Löwenzahns (französisch: dent-de-lion). Daneben steht ein Pappus („Pusteblume“), von dem elf Achänen ausgegangen sind, die in der Luft schweben. Die Kugel trägt am oberen Rand die Aufschrift « Je sème à tout vent » (Ich sähe in alle Richtungen, wohin der Wind den Samen trägt)
- 1890: Eugène Grasset behält nur den Text und die Pusteblume (mit nunmehr 25 Achänen). Er fügt in einer Kreislinie eine von der Seite gesehene Frauengestalt hinzu, die seither berühmte Säerin (französisch: Semeuse), die auf die Pusteblume bläst. Die Kreislinie, die den nach rechts verschobenen Text trägt, ruht auf einem großen L (für Larousse).
- 1953: Die Kreislinie entfällt. Die Figur ist stilisiert. An der Pusteblume erkennt man 10 Achänen, 10 weitere schweben in der Luft.
- 1955: Jean Picart Le Doux belässt von der Frauengestalt nur Kopf und Haar. Die Pusteblume hat 7 Achänen, sieben weitere schweben in der Luft.
- 1993: Der Text entfällt. Das große L wird durch den Druckbalken LAROUSSE ersetzt, auf den Hals und Kopf der Frauengestalt gesetzt sind (nur mit wenigen Strichen angedeutet). Die winzig gewordenen Achänen sind auf fünf plus fünf reduziert. Urheber dieses noch heute gültigen Logo ist der Graphist Yan Pennor's (* 1952) nach einer Zeichnung von Pham Van My.

## Das Wörterbuch als Protokollant des Sprachgebrauchs
Die in der Werbung stark herausgestellte jährliche Überarbeitung des Wörterbuchs mit Aufnahme von Neologismen könnte den Anschein erwecken, als sei der Petit Larousse ein wissenschaftliches Messinstrument für die zeitliche Entwicklung des Wortschatzes, gleichsam ein objektiver Protokollant (französisch: greffier) des Sprachgebrauchswandels. Dass dies nur in sehr begrenztem Maße der Fall ist, hat Pierre Corbin 1982 in einer gut untermauerten Studie nachgewiesen. Viele Veränderungen lassen sich nur lexikografisch, nicht jedoch wissenschaftlich begründen. Ein Beispiel aus dem Eigenamenteil kann das verdeutlichen. Dort verlor 1981 die Stadt Mitry-Mory ihren Eintrag, als François Mitterrand Staatspräsident wurde und für seinen Artikel Platz gebraucht wurde.